# 미국 천문학회
미국 천문학회 (AAS, 종종 더블-에이 에스로 불림)는 전문적인 천문학자들과 기타 관심이 있는 개인들로 구성되어 미국 워싱턴 D.C.에 본부를 두고 있는 미국의 학회이다. 기본적인 학회의 목적은 천문학의 발전을 촉진하고 다른 과학 학문과 긴밀하게 연계하는 것이다. 그 외로 천문학 교육을 향상시키고 로비와 민주주의 운동을 통해 협회 회원들에게 정치적 발언권을 제공하는 것을 목표로 한다. 이 기구가 진행하고 있는 현재 과제는 현재 글로벌 전반의 우주에 대한 과학적 이해를 증진시키는 것이다.

## 역사
이 학회는 1899년에 조지 엘러리 헤일의 노력으로 설립되었다. 학회의 정관은 헤일, 조지 컴스탁, 에드워스 몰리, 사이먼 뉴컴, 그리고 에드워드 찰스 피커링에 의해 작성되었다. 이들과 다른 4명이 학회의 첫 행정 위원회가 되었고 뉴컴이 첫 협회장이 되었다. 학회의 최초 회원은 114명이었다. 그러나 학회의 이름을 어떤 것으로 할지 1915년까지 정해지지 않았는데 그 전에는 보통 "미국 천문학과 천체물리학 학회"였다. 그 이전의 잠정적인 이름은 "미국 천체물리학 학회"였다.
AAS에는 오늘날 6개의 부서와 7,000 여명의 회원이 있다. - 여섯개의 부서는 행성학부 (1968), 천체역학부 (1969), 고에너지 천체물리학부 (1969), 태양 물리학부 (1969), 천문 역사학부 (1980) 그리고 실험 천체물리학부 (2012)이다. 회원에는 물리학자, 수학자, 지질학자, 엔지니어 및 물체의 다양한 스펙트럼 연구에 관심 있는 사람들이 동시대의 천문학을 구성하고 있다.

## 부문
천문학의 분야는 다양하기 때문에 천문학의 여러 분과 뿐 아니라 AAS의 총체적인 헌장 안에서 작업하는 천문학과 관련된 과학 분야를 위해 협회 안에 몇 개의 부서가 생겨났다. 부서들은 학회의 주 회의 이전에 미리 별개의 모임을 갖는다. 부서의 AAS의 각 부서의 연구 분야는 다음과 같다:
- 행성학부 (DPS)는 행성학과 태양계 탐사를 지원한다.
- 천체역학부 (DDA)는 우주론적 관점에서 태양계로부터 초은하단까지 천체 행성계의 다양한 역학적 운동 (궤도 운동, 별의 진화와 역사) 을 지원한다.
- 고에너지 천체물리학부 (HEAD)는 천체물리학적 세계의 고에너지 운동, 입자, 양자, 상대론적 중력장과 관련된 현상에 대한 지식을 지원한다.
- 천문 역사학부 (HAD)는 과학의 한 분야로서 천문학의 역사와 현재 천문학에서 다뤄지고 있는 문제들을 해결하기 위해 역사적인 천문학적 기록들을 이용하는 연구를 지원한다.
- 태양 물리학과 (SPD)는 태양 물리학 (태양에 대한 천체물리학적 연구), 그리고 태양계와 지구의 상호작용에 대해 지원한다.
- 2012년에는 새로운 부문을 형성되었는데: 그것은 근저에서 우주를 움직이게 하는 근본적인 이론적, 실험적 연구를 발전시켜 우주에 대한 인류의 이해를 높이기 위한 실험 천체물리학 (LAD)이다.

## 출판물
- 천문학 저널
- 천문학 교육 리뷰
- 천체물리학 저널
- 미국 천문학회 회보
- 이카루스 (Icarus)

## 상
- 헨리 노리스 러셀 강사직 (The Henry Norris Russell Lectureship (award))은 천문학에 대한 평생의 성과에 대해 수여한다.
- 천문학의 뉴턴 레이시 피어스상 (The Newton Lacy Pierce Prize in Astronomy)은관측 천문학에 대한 뛰어난 신인에게 수여한다.
- 천문학의 헬렌 B. 워너상 (The Helen B. Warner Prize for Astronomy)은 이론 천문학에 대한 뛰어난 신인에게 수여한다.
- 베아트리체 M. 틴슬리상 (The Beatrice M. Tinsley Prize)은 천문학에 대한 창의적이거나 혁신적인 공헌에 대해 수여한다.
- 조셉 웨버 상 (The Joseph Weber Award)은 천문학적 기계 장치에 대한 중대한 개발에 대해 수여한다.
- 천체물리학의 대니 헤인먼 상 (The Dannie Heineman Prize for Astrophysics)은 미국 물리학 기관 (American Institute of Physics)과의 공동 주최로 천체물리학에 대한 훌륭한 업적에 대해 수여한다.
- 조지 반 비스브로익상 (The George Van Biesbroeck Prize)은 천문학에 대한 훌륭한 서비스에 대해 수여한다.
- 천문학의 애니 J. 캐논상 (The Annie J. Cannon Award in Astronomy)은 (미국 여성 교육 협회 (American Association of University Women)과의 협력으로) 주목할만한 신인 여성 천문학자에 대해 수여한다.
- 캄블리스 천문학적 집필상 (The Chambliss Astronomical Writing Award)은 학업 청중들을 위한 천문학적 집필에 대해 수여한다.
- 캄블리스 천문학 업적 학생상 (The Chambliss Astronomy Achievement Student Award)은 학부생과 대학원생의 모범적인 연구에 대해 수여한다.
- 캄블리스 아마추어 업적상 (Chambliss Amateur Achievement Award)은 아마추어 천문학자들의 모범적인 연구에 대해 수여한다.
- AAS 교육상 (The AAS Education Prize)은 천문학 교육에 대한 뛰어난 공헌에 대해 수여한다. (이전에는 아넨버그 기금상(Annenberg Foundation Award)로 불림)

AAS의 각 부서에서도 비슷한 상들이 수여되고 있다. 예를 들어,
- 제라드 P. 키퍼상 (The Gerard P. Kuiper Prize) (DPS), 행성학에 대한 평생 공로.
- 해롤드 C. 유레이상 (The Harold C. Urey Prize) (DPS), 행성학에 대한 뛰어난 초기 경력.
- 해롤드 매서스키 뛰어난 서비스상 (The Harold Masursky Meritorious Service Award) (DPS), 행성학에 대한 뛰어난 서비스.
- 브루워상 (Brouwer Award) (DDA), 천체 역학에 대한 평생 공로.
- 브루노 로씨상 (Bruno Rossi Prize) (HEAD), 고에너지 천체 물리학에 대한 최근의 중대한 공헌.
- 리로이 E. 도겟상 (The LeRoy E. Doggett Prize) (HAD) 천문학의 역사에 대한 작업.
- 조지 엘러리 헤일상 (The George Ellery Hale Prize) (SPD), 태양 천문학에 대한 평생 공로.
- 카렌 하비상 (The Karen Harvey Prize) (SPD), 태양 천문학에서의 주목할만한 초기 경력.

등에 상장을 수여하고 있다. 미국 천문학 협회 (AAS)는 또한 국제 여행 지원 프로그램을 운영하고 있다. 이 프로그램으로 미국에서 일하고 있는 어느 천문학자나 다른 성공 기회를 노릴 수 있다.

## 역대 회장
다음과 같은 전직 혹은 현직 회원들이 회장으로 근무하였다:

- Simon Newcomb (1899–1905)
- Edward Charles Pickering (1905–1919)
- Frank Schlesinger (1919–1922)
- William Wallace Campbell (1922–1925)
- George Cary Comstock (1925–1928)
- Ernest William Brown (1928–1931)
- Walter Sydney Adams (1931-1934)
- Henry Norris Russell (1934-1937)
- Robert Grant Aitken (1937-1940)
- Joel Stebbins (1940-1943)
- Harlow Shapley (1943-1946)
- Otto Struve (1946-1949)
- Alfred Harrison Joy (1949-1952)
- Robert Raynolds McMath (1952-1954)
- Donald Howard Menzel (1954-1956)
- Paul Willard Merrill (1956-1958)
- Gerald Maurice Clemence (1958-1960)
- Lyman Spitzer, Jr. (1960-1962)
- Carlyle Smith Beals (1962-1964)
- Leo Goldberg (1964-1966)
- Bengt Strömgren (1966-1967)
- Albert E. Whitford (1967-1970)
- Martin Schwarzschild (1970-1972)
- Bart J. Bok (1972-1974)
- Robert Paul Kraft (1974-1976)
- E. Margaret Burbidge (1976-1978)
- Ivan R. King (1978-1980)
- David S. Heeschen (1980-1982)
- Arthur D. Code (1982-1984)
- Maarten Schmidt (1984-1986)
- Bernard F. Burke (1986-1988)
- Donald Edward Osterbrock (1988-1990)
- John Norris Bahcall (1990-1992)
- Sidney C. Wolff (1992-1994)
- Frank Shu (1994-1996)
- Andrea K. Dupree (1996-1998)
- Robert D. Gehrz (1998-2000)
- Anneila I. Sargent (2000-2002)
- Catherine A. Pilachowski (2002-2004)
- Robert P. Kirshner (2004-2006)
- J. Craig Wheeler (2006-2008)
- John Peter Huchra (2008-2010)
- Debra M. Elmegreen (2010-2012)
- David Helfand (2012–2014)
- Meg Urry (2015-2016)
- Christine Jones-Foreman (2016-2017)
- Megan Donahue (2017–2018)

## 같이 보기
- 제215회 미국 천문학회 모임
- 천문학 협회 목록